# Pezzotto

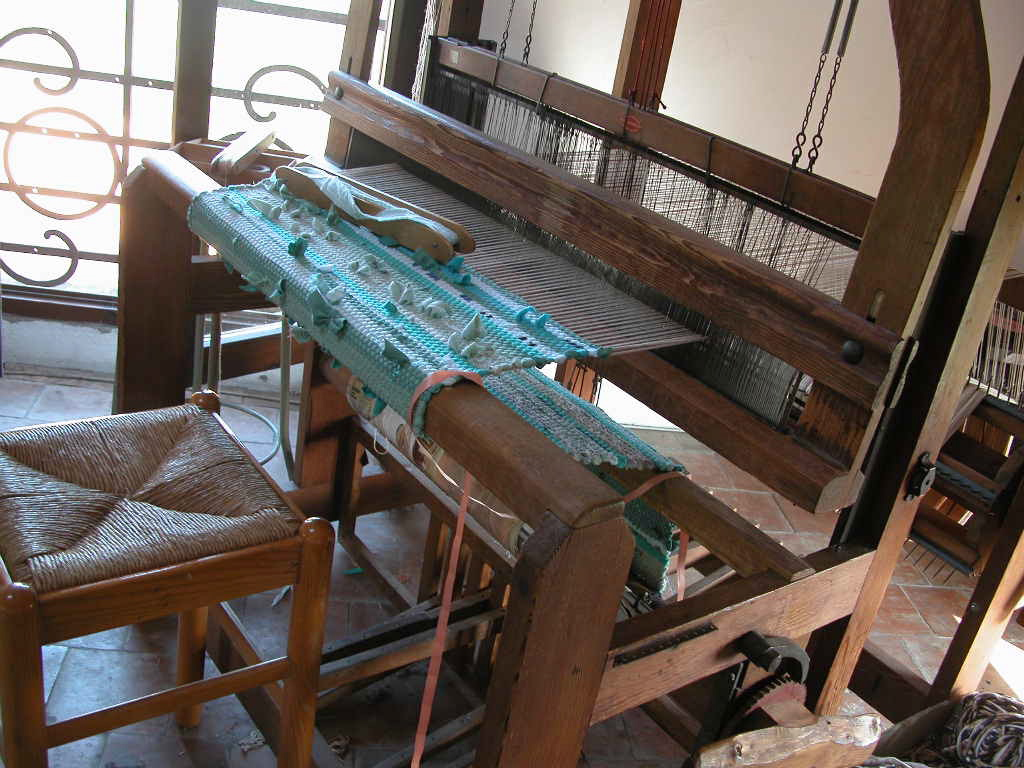
Pezzotto in lavorazione

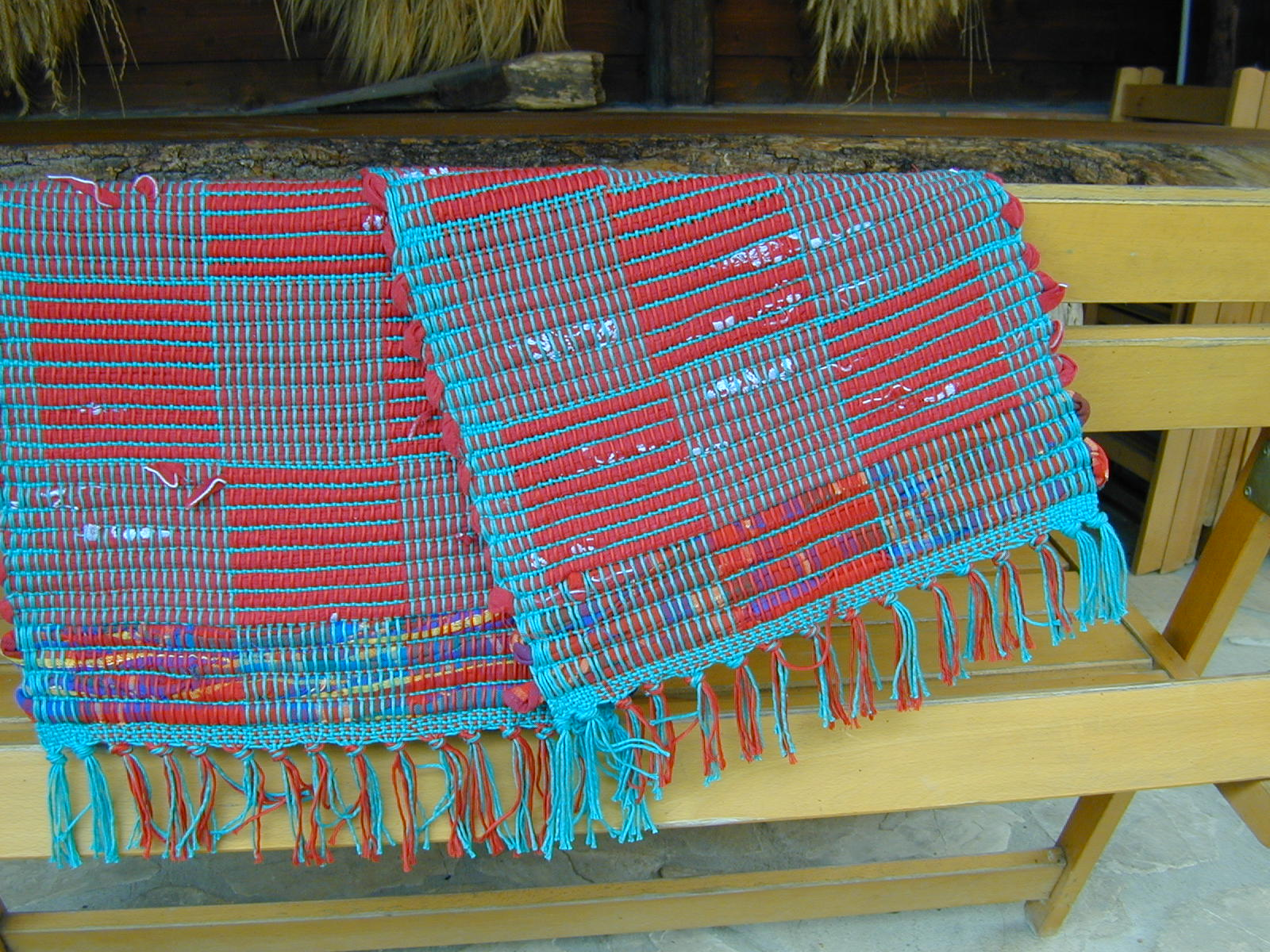
Pezzotti

Il pezzotto è un tappeto tessuto con stracci, tipico della Valtellina.

## Descrizione
Tradizionalmente serviva a riciclare abiti, tovaglie, tende o quant'altro fosse rotto e non più usabile. Era quindi un oggetto povero, che nasce con la cultura contadina e montanara condizionato dalla penuria dei materiali e dettato dalla necessità di non sprecare nulla.
Viene tessuto su un telaio con un ordito in cotone o canapa e armatura a tela molto rada. La trama è realizzata inserendo nel passo una strisciolina ricavata da stracci al posto del filo di trama.
Tutti i materiali sono riutilizzabili nei pezzotti, per quelli in produzione oggi vi sono apposite ditte che preparano la striscia di tela, spesso di maglina, pronta già tagliata, essendo il lavoro di preparazione della striscia lungo e noioso.

## Prodotti similari
- In Italia è tipico della Valtellina in provincia di Sondrio, tappeto in cui, combinando i colori e disponendoli adeguatamente, si ottengono disegni colorati, tradizionalmente geometrici (strisce, rombi, triangoli), su fondo scuro (gli stracci più abbondanti).
- In Norvegia e Slovacchia serviva come tappeto.
- A Genova si chiamava pezzotto uno scialle di cotone con motivi floreali, detto anche velo genovese e che era simile al mèsere. Ne furono prodotti anche nel formato di un fazzoletto per la testa ed esportati.
- In Giappone ha la caratteristica del materiale, tessuto in seta, con le strisce ricavate dai Kimono, il kotatsugake, soprattutto nel nord serviva a coprire lo scaldatoio, un tavolino sotto cui era posto lo scaldino, coperto con questo largo pezzotto che tratteneva il calore e permetteva a chi era seduto attorno di scaldarsi gambe e mani.
- In Canada fu portato dagli immigrati scandinavi, chiamato Cloutie nelle zone di immigrazione scozzese e Catalogne in Québec, trovò particolare fortuna presso gli Acadiani dove divenne Couvertures de marriage che le madri tessevano per il matrimonio delle figlie con stracci bianchi.
- Negli Stati Uniti d'America arrivò nel 1760 con gli acadiani, che cacciati dal Canada conquistato dagli inglesi, sbarcarono in Louisiana.

Con questa tecnica, oltre ai tappeti, si possono realizzare abiti, borse, tovagliette, copriletti, cuscini e altri oggetti d'arredamento. 
Da pochi anni questo prodotto regionale ha visto un'ampia rivalutazione del suo mercato grazie alla scaltrezza di alcuni mercanti che lo hanno venduto e lo vendono tuttora come tappeto tipico di diversi paesi europei, ora andini, ora africani.

## Significato gergale
Nel gergo giovanile della lingua napoletana attestatosi negli anni 2000, app'zzottato significa falsificato, dove in lingua italiana viene localmente chiamato pezzotto il falso (ad esempio CD contraffatti venduti in mezzo alla strada).
Sempre a Napoli, in campo informatico, il pezzotto identifica una fix software effettuata in poco tempo e frettolosamente.

## Significato gergale in merito alla pirateria informatica
Il termine "pezzotto" è un'espressione dello slang italiano che si riferisce anche a dispositivi pirata utilizzati per accedere a contenuti televisivi a pagamento, come partite di calcio, film e serie TV, senza un abbonamento legale. Il nome deriva dal linguaggio popolare e si collega all’idea di qualcosa di "taroccato" o contraffatto, un riferimento che ben descrive l'uso di questi apparecchi per aggirare i sistemi di pagamento ufficiali di servizi streaming come Sky, DAZN, Netflix e altre piattaforme premium. L’uso del pezzotto si è diffuso grazie al costo ridotto dell'abbonamento pirata, che può aggirarsi intorno ai dieci euro mensili, rispetto ai costi più elevati dei servizi legali.

### Funzionamento tecnico
Dal punto di vista tecnico, il pezzotto è un decoder o box pirata che si connette a server illegali gestiti da organizzazioni che operano nel mondo della pirateria digitale. Questi server acquisiscono il segnale video attraverso un abbonamento legittimo, che viene poi catturato e ridistribuito illegalmente su internet, rendendo disponibile il contenuto a una rete di utenti paganti. La tecnologia alla base del pezzotto sfrutta una combinazione di protocolli di trasmissione video e connessioni peer-to-peer o proxy, attraverso le quali l'utente può accedere ai contenuti in streaming in tempo reale, talvolta mascherando la propria connessione tramite VPN o DNS alternativi.

### Rischi e conseguenze legali
L'utilizzo del pezzotto comporta gravi rischi legali sia per i fornitori di questi servizi pirata sia per gli utenti finali. In Italia, la legge n. 93/2023, nota come "legge anti-pezzotto", ha introdotto sanzioni più severe per contrastare il fenomeno. Questa legge ha conferito all'AGCOM, l'autorità garante delle comunicazioni, il potere di bloccare immediatamente la trasmissione di contenuti illegali e di sanzionare chiunque usufruisca di questi servizi. Gli utenti scoperti ad utilizzare il pezzotto possono essere multati con cifre che variano tra i 1.000 e i 5.000 euro per ogni violazione accertata.
Per i fornitori dei servizi pirata, le conseguenze sono ancora più severe. Le nuove disposizioni prevedono infatti pene detentive fino a un anno per chi gestisce i server o fornisce accesso a contenuti pirata, e pene aggiuntive per i gestori di VPN o DNS che non denunciano attività illecite sui propri sistemi. Inoltre, la pirateria televisiva è strettamente monitorata dalle autorità italiane, con operazioni frequenti contro le reti di distribuzione dei flussi pirata e il sequestro di dispositivi e server. Queste iniziative mirano non solo a reprimere il fenomeno, ma anche a dissuadere gli utenti dall’utilizzare canali illegali, con un effetto deterrente sull’industria della pirateria digitale.